# Alfie Mawson
Pour les articles homonymes, voir Mawson.
Alfie Robert John Mawson, né le 19 janvier 1994 à Hillingdon, est un ancien footballeur anglais qui évoluait au poste de défenseur.

## Biographie
Le 28 août 2016, il rejoint le club de Swansea City.
Le 2 août 2018, Mawson s'engage pour quatre saisons avec le Fulham FC, promu en Premier League.
Le 6 septembre 2020, il est prêté à Bristol City.

### Carrière internationale
Le 14 novembre 2016, Mawson fait ses débuts avec l'équipe d'Angleterre espoirs face à la France (défaite 3-2).
Le 15 mars 2018, Alfie Mawson est convoqué pour la première fois en équipe d'Angleterre par le sélectionneur Gareth Southgate pour disputer les deux matchs amicaux face aux Pays-Bas et l'Italie.

## Palmarès

### En club
- Barnsley FC
  - Vainqueur de l'EFL Trophy en 2016.

- Fulham
  - Champion d'Angleterre de D2 en 2022.